# Michael Nebeling Petersen
Michael Nebeling Petersen (født 1978) er dansk kønsforsker og lektor på Københavns Universitet ved Center for Køn, Seksualitet og Forskellighed. Han er chefredaktør for det danske videnskabelige tidsskrift Kvinder, Køn & Forskning og bestyrelsesmedlem for KVINFO, LGBT Asylum og Foreningen for Kønsforskning i Danmark. Han modtog i 2013 Kraka Prisen for sin forskning. Han blev ph.d. i kønsforskning med afhandlingen Somewhere, Over the Rainbow. Biopolitiske konfigurationer af den homoseksuelle figur.